# Basilica di Santa Giulia
La basilica di Santa Giulia di Bonate Sotto, in provincia di Bergamo, di cui rimane la parte absidale, fu fondata agli inizi del XII secolo in quella parte del territorio che era chiamata Lesina, per la vicinanza del omonimo torrente.

## La fondazione
Non c'è una datazione certa della sua fondazione, ma solo indiretta in quanto derivante dalla corrispondenza papale tuttora esistente.
Una lettera di papa Onorio II del 14 maggio 1129 indirizzata al vescovo Ambrogio di Bergamo ed al Capitolo di Sant'Alessandro affermava tra l'altro «…. riguardo alla chiesa di Lesina non ancora consacrata…», certificando così la sua esistenza a quella data. Anche altri atti ufficiali, di cui si è certi per la storicità delle loro fonti e di data successiva, confermano l'esistenza della basilica nella prima metà del XII secolo. Rimane, tuttavia, oscura l'iniziativa e la motivazione che hanno portato alla costruzione della basilica.
La basilica di Santa Giulia fu costruita in un sito abitato denominato Lesina o Lisina su un pianoro poco distante dall'attuale comune di Bonate Sotto, alla cui giurisdizione amministrativa appartiene. Attualmente il suo rudere è inserito nella area cimiteriale comunale e viene usato come cappella cimiteriale.

## L'origine
Se si hanno notizie certe, seppure indirette, sulla data di fondazione della basilica nulla si sa della sua origine, confinata nel mito.

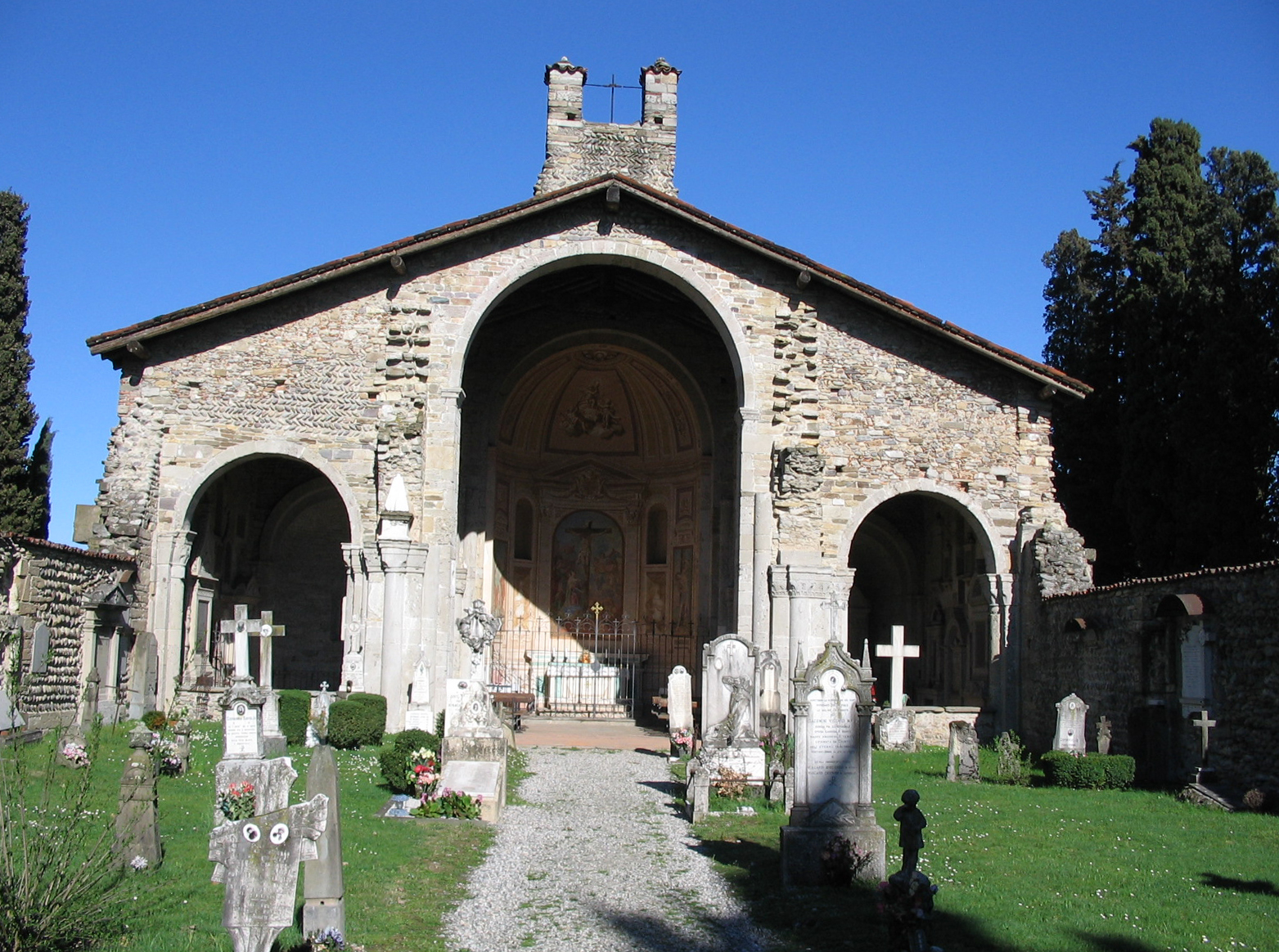
Absidi, vista anteriore.

La credenza popolare l'ha voluta fondata o dalla stessa santa Giulia martire, o dalla regina longobarda Teodolinda, ma entrambe le ipotesi rimangono delle leggende prive di valenza storica. Sia il periodo di fondazione accertato, il XII secolo, sia il suo stile architettonico, romanico, confliggono con le attribuzioni leggendarie.
La santa, martire africana, non venne mai in Italia, mentre la regina Teodolinda concluse la propria vicenda umana nel VII secolo, ben cinque secoli prima della costruzione della basilica.
Si può ragionevolmente supporre che la basilica fosse espressione della pietas della comunità di Lesina ed al servizio delle sue esigenze religiose e liturgiche.

## La fine
Le violente vicende storiche dell'epoca, il medioevo, portarono alla scomparsa ed alla dispersione della comunità di Lesina e alla conseguente decadenza della basilica stessa, che culminò nel XIV secolo. Seguì, infatti, il destino di analoghe costruzioni che, in Italia e in altri paesi, ebbero momenti di grandezza e fine ingloriosa, riducendosi a cave di materiale edile.
Questo fu il destino della basilica di Santa Giulia come lo fu di tanti altri monumenti religiosi e civili dell'epoca.

## L'architettura

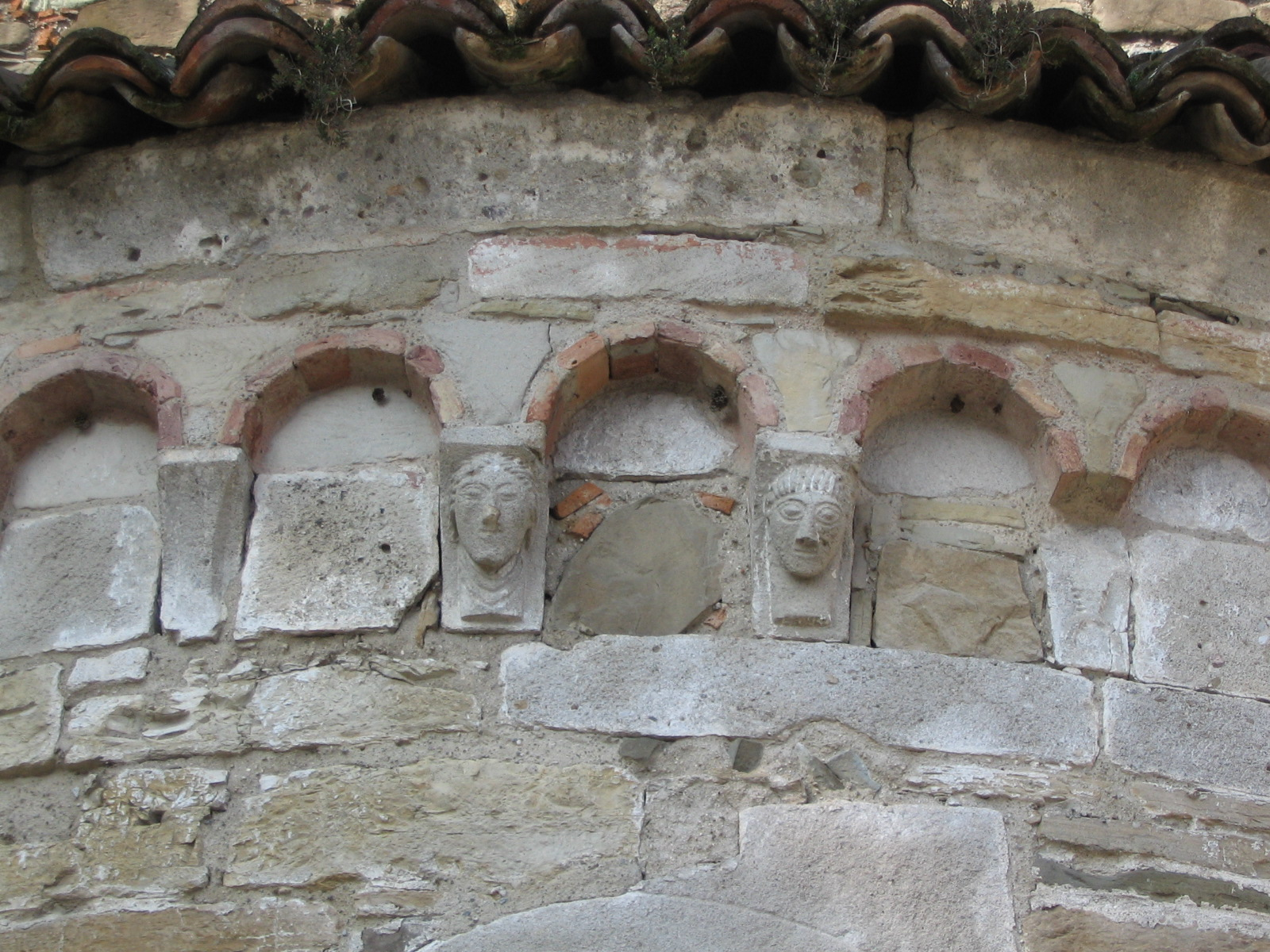
Archetti e testine.

L'edificio ha una struttura architettonica basilicale a tre navate culminanti in tre absidi, l'interno era distribuito in cinque campate di cui sopravvive solo la prima antistante le absidi.
Rimangono oggi, a testimonianza di quello che fu la basilica di Santa Giulia, le tre absidi e la prima campata coperti da tetti non più originali e parti della muratura perimetrale. La parte scoperta, ossia quella priva di tetto, è stata ed è tuttora parte del cimitero di Bonate Sotto con ancora molti tumuli e testimonianze sepolcrali.
Un inopinato restauro settecentesco sopraelevò di circa un metro l'abside centrale e sostituì, variandone la pendenza, la copertura lapidea dei tetti con tegole di terracotta. Il sopralzo è chiaramente visibile nelle immagini relative l'abside centrale dove balza evidente come corpo estraneo, aggiunto successivamente ed alterante l'armonia geometrica originaria
L'abside centrale, attualmente adibita a cappella cimiteriale, è stata affrescata nel 1795 dal pittore Vincenzo Angelo Orelli in collaborazione col fratello Baldassarre, specializzato nell'esecuzione delle quadrature.
I resti della basilica lasciano immaginare la sua forma originaria e testimoniano l'eleganza della sua decorazione architettonica. Di particolare finezza sono i residui capitelli interni, scolpiti in leggere forme zoomorfe, antropomorfe e geometriche mentre sottile e gentile appare l'ornato esterno delle absidi con le finestrelle a doppio sguancio separate da cordonature o semicolonne che slanciano e snelliscono la struttura.
L'ornatura di alcuni capitelli richiama lo stile cluniacense e sembra quasi anticipare il gotico tipico di Cluny.
Lo zoccolo dei tetti delle absidi è ornato con un giro di archetti, alcuni dei quali terminano su graziose testine.

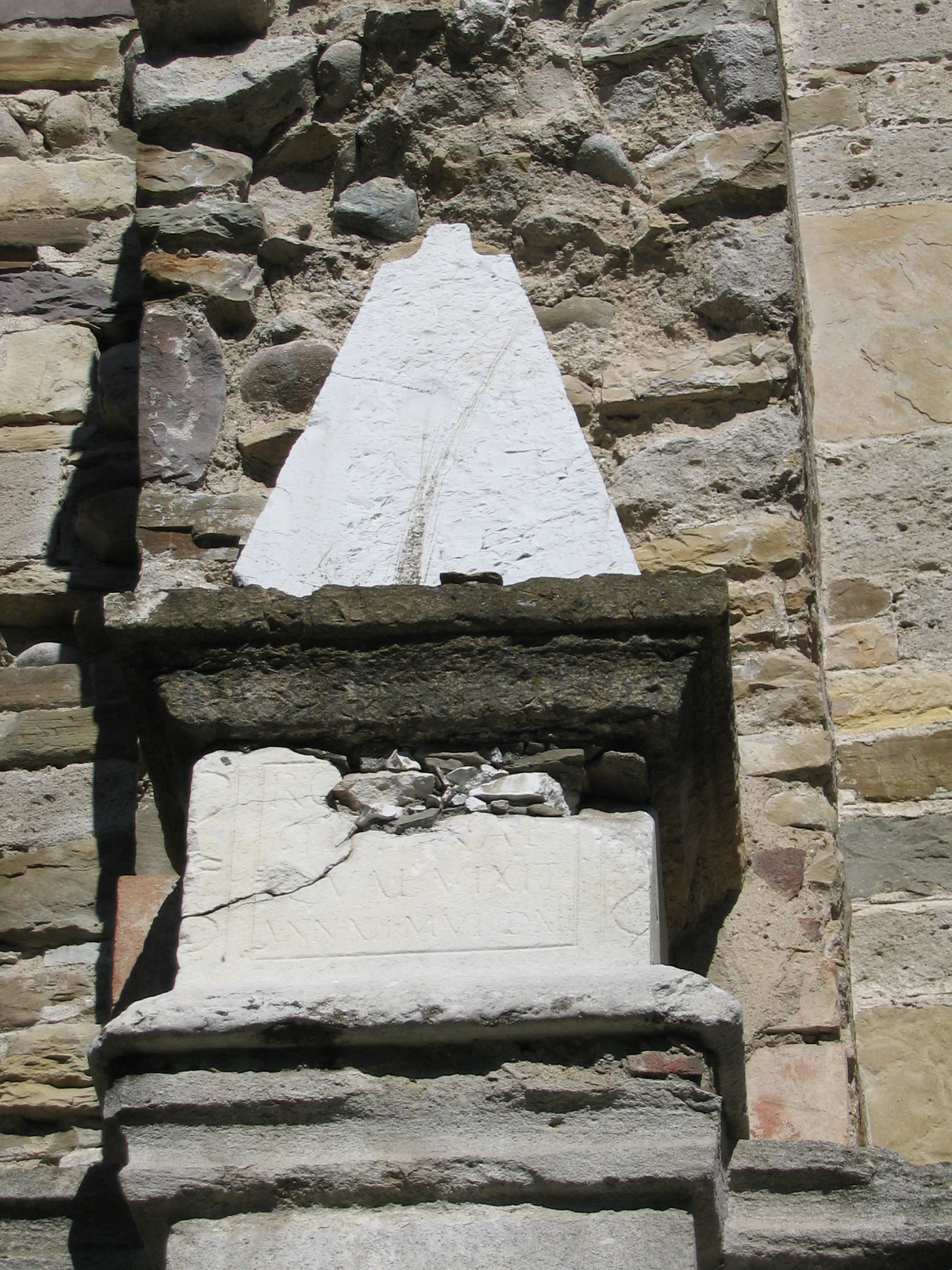
Urna di Tiziana

Una notazione particolare va fatta per l'urna cineraria posta sulla colonna antistante la prima navata, urna che ha alimentato la leggenda della costruzione della basilica per iniziativa della regina Teodolinda.
La leggenda voleva che questa urna contenesse i resti mortali di una figlia della regina longobarda a suffragio della quale la madre avrebbe costruito la basilica.
In effetti si tratta di un reperto archeologico ben più antico: un'urna cineraria romana, di epoca imprecisata, che custodiva i resti di una fanciulla dodicenne di nome Tiziana e piccoli oggetti d'oro forse parte del suo abbigliamento.
Sulla facciata dell'urna si legge ancora:
RO….

TI…NAE

QUAE VIXIT

ANN. XII. M.VII D. XIII
Non rappresenta una testimonianza di origine longobarda ma l'espressione della pietas romana.

## Particolari artistici

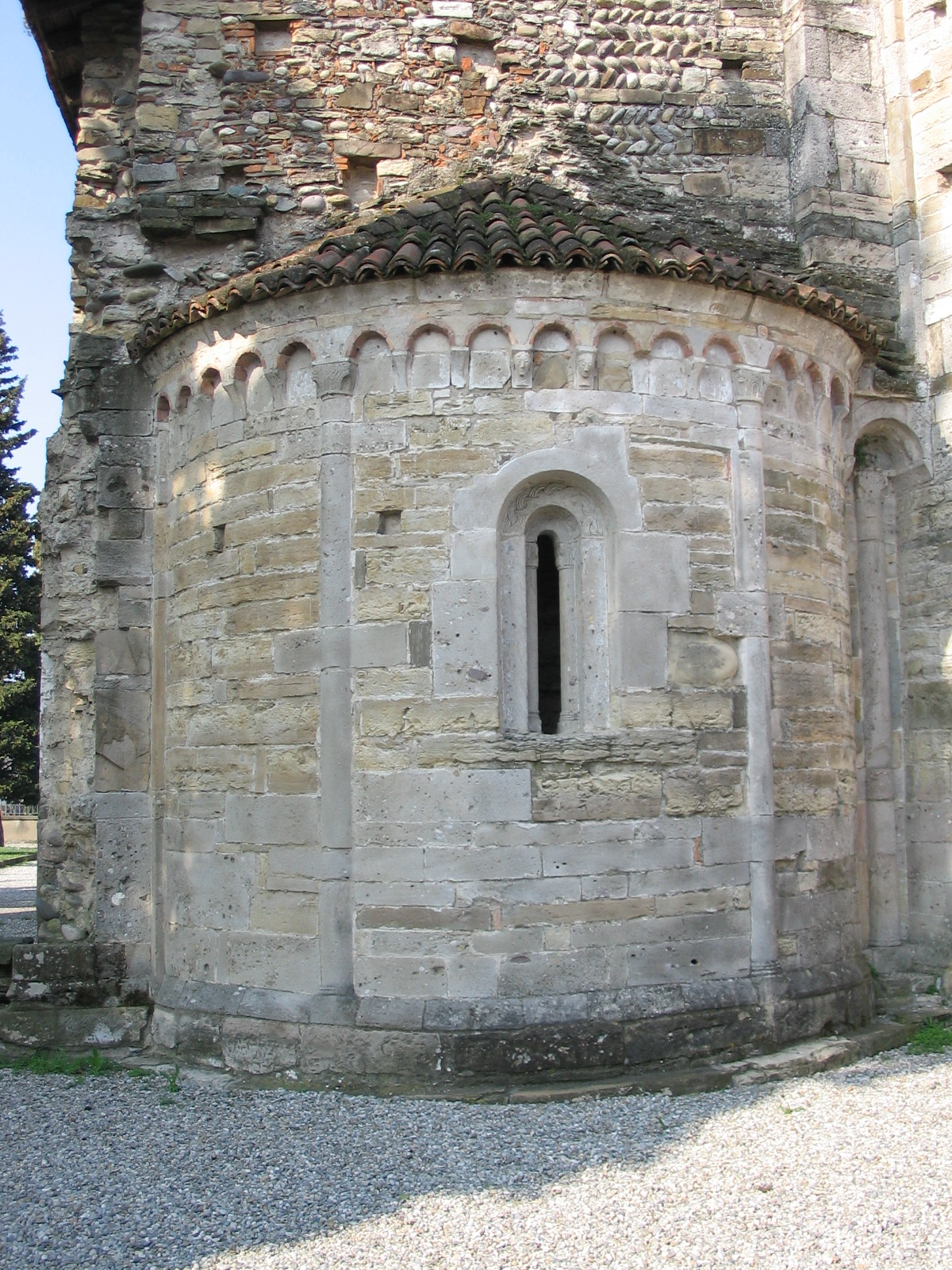
Abside Sud
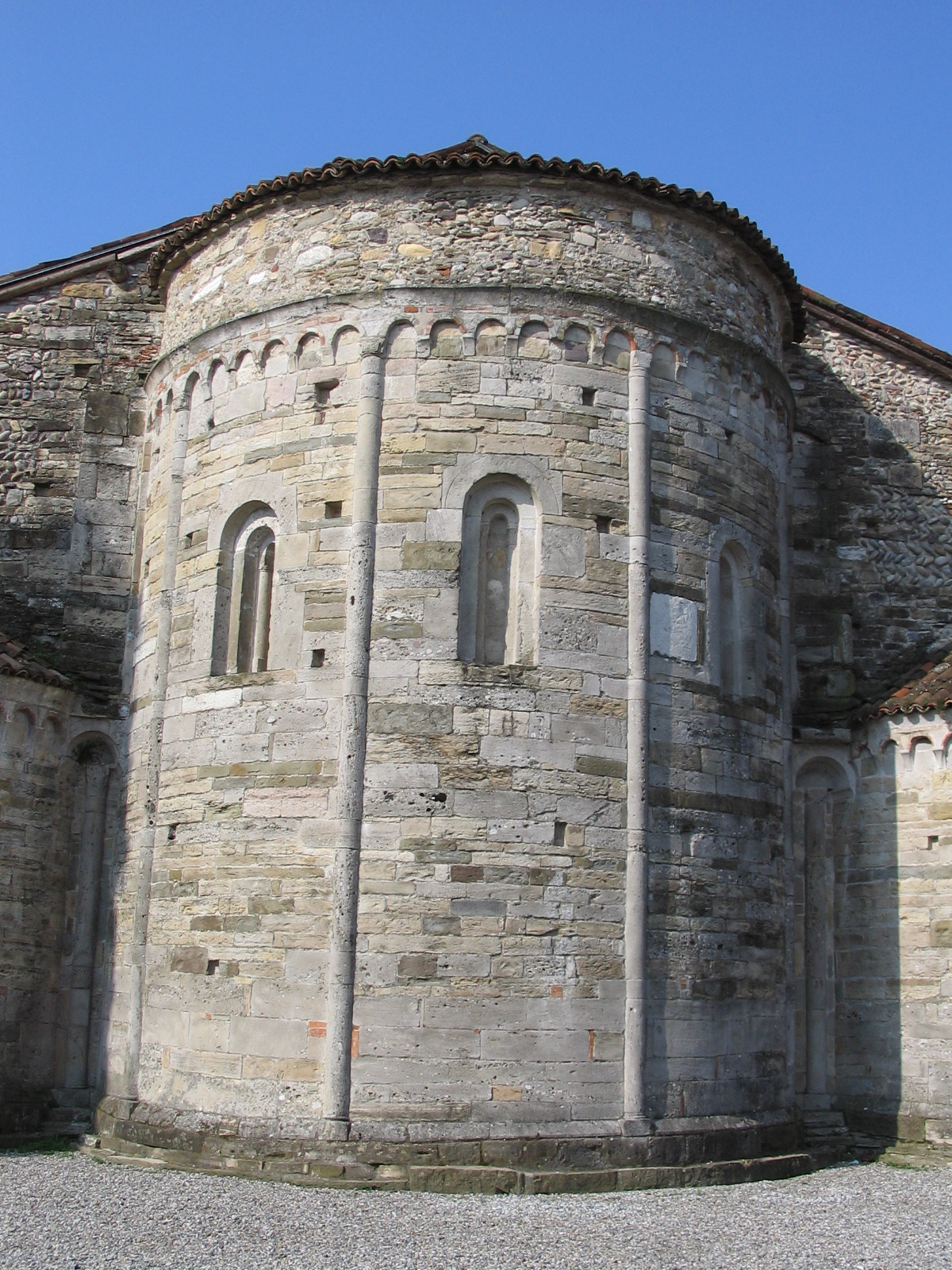
Abside Centrale
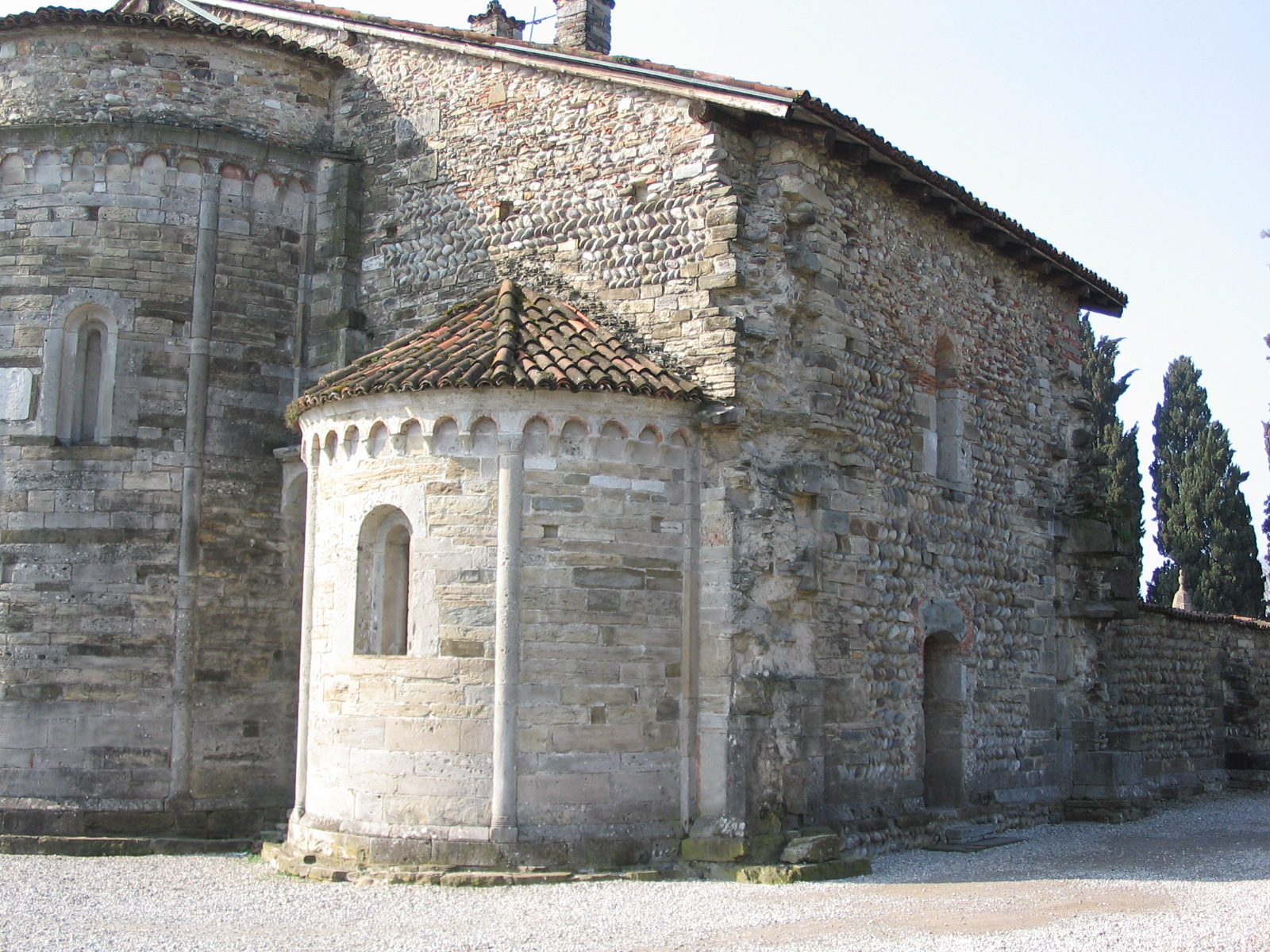
Abside Nord
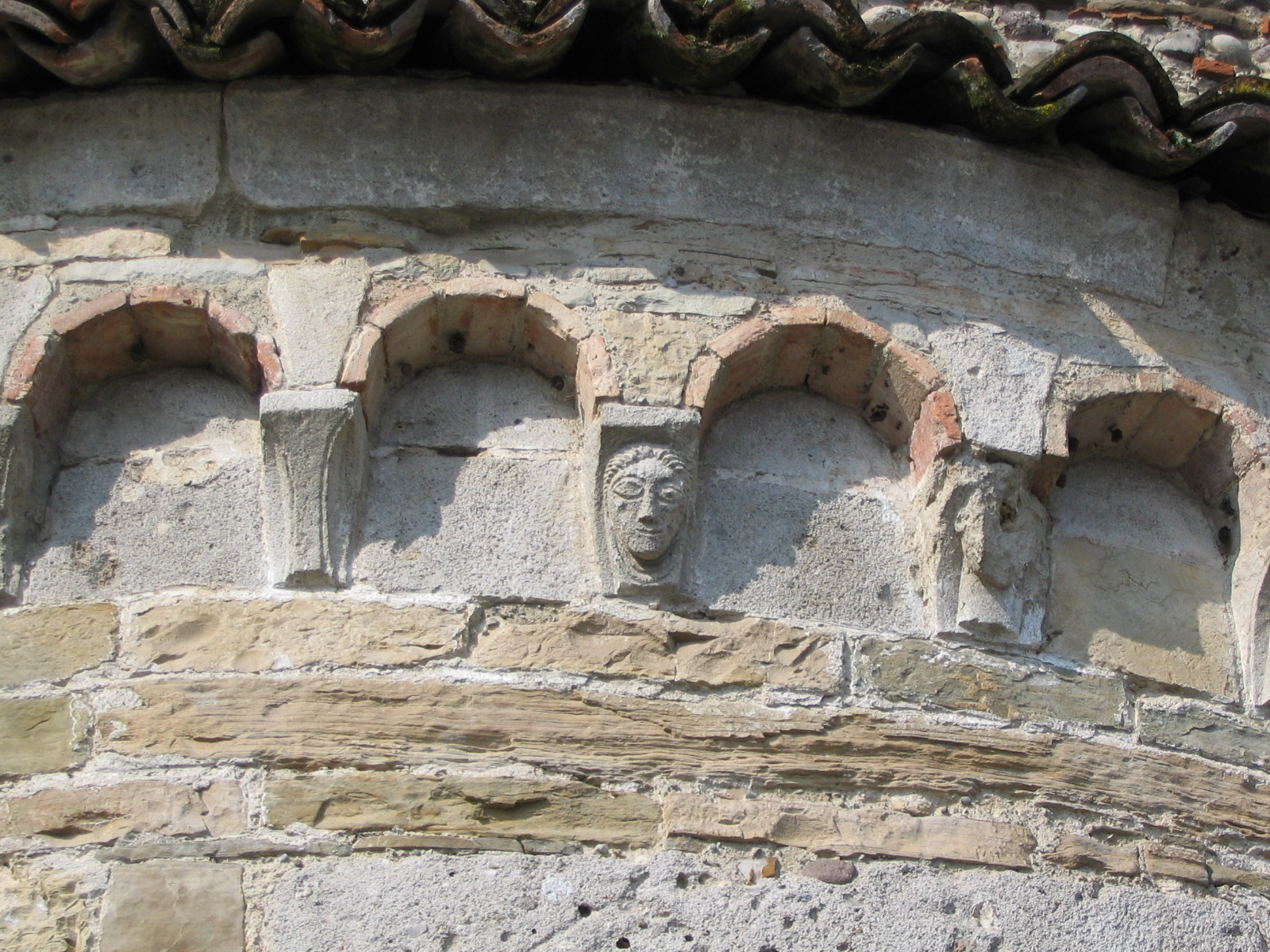
Archet + testina
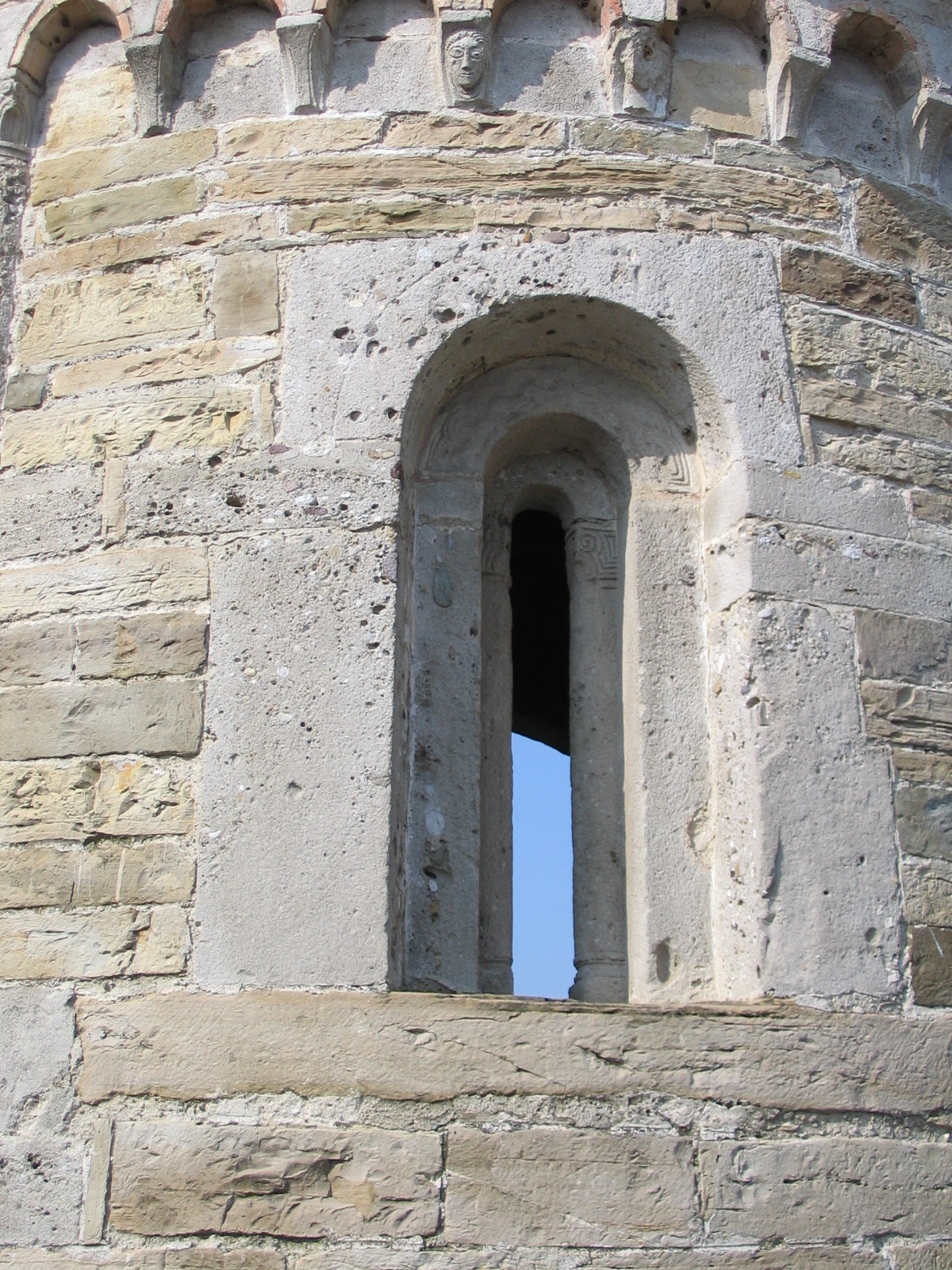
Partic finestrella
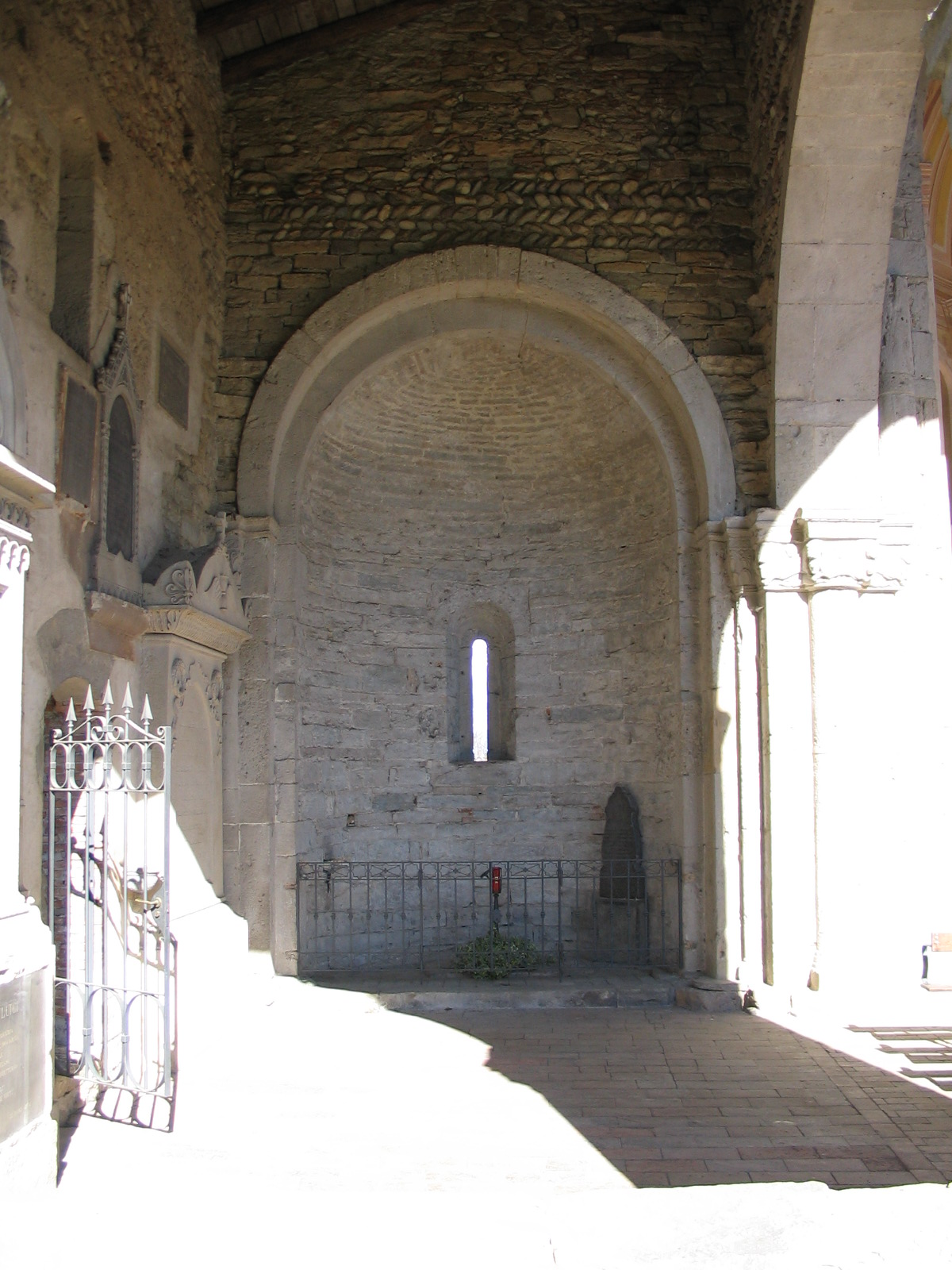
Abside Nord
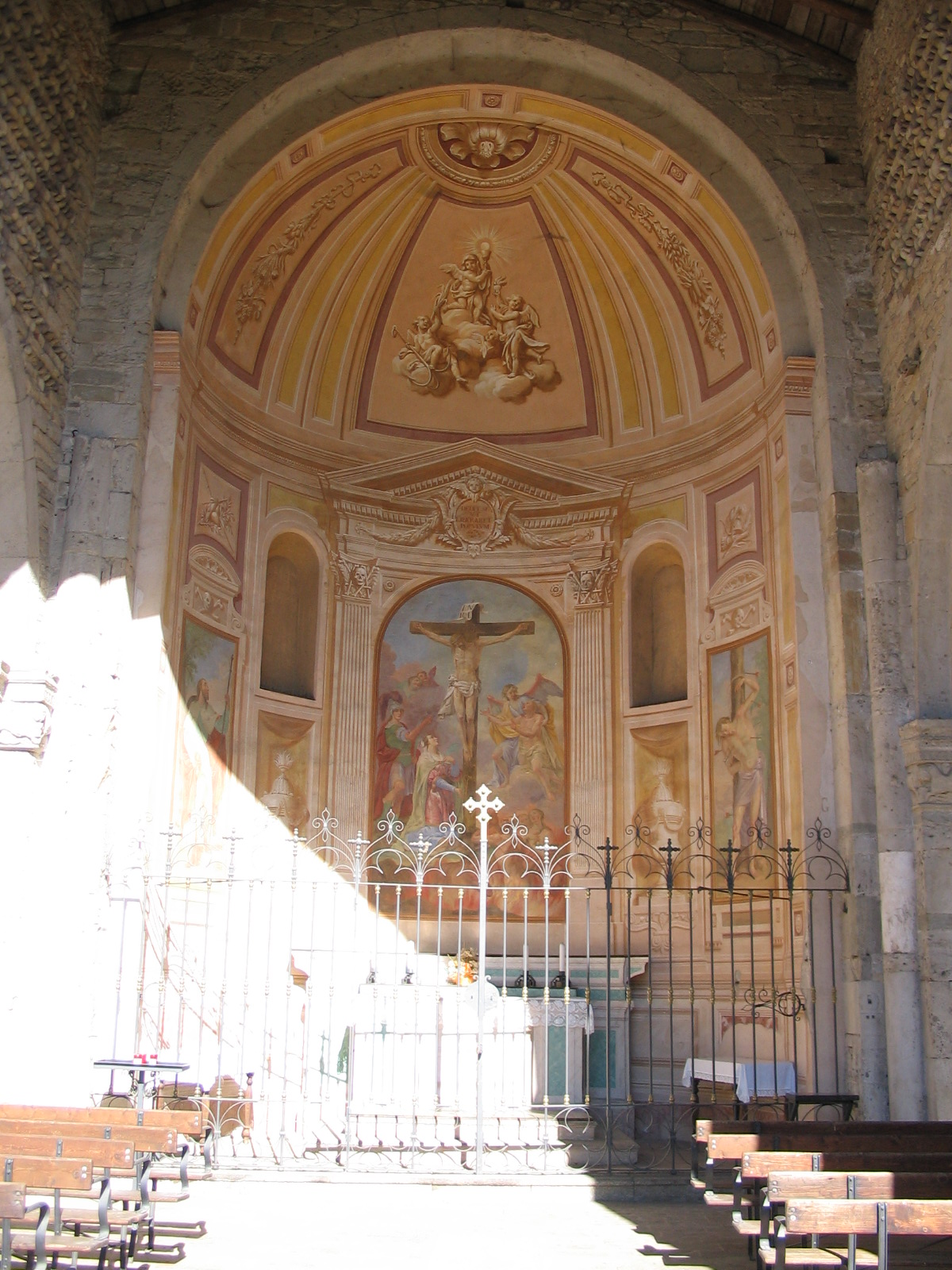
Abside Centrale
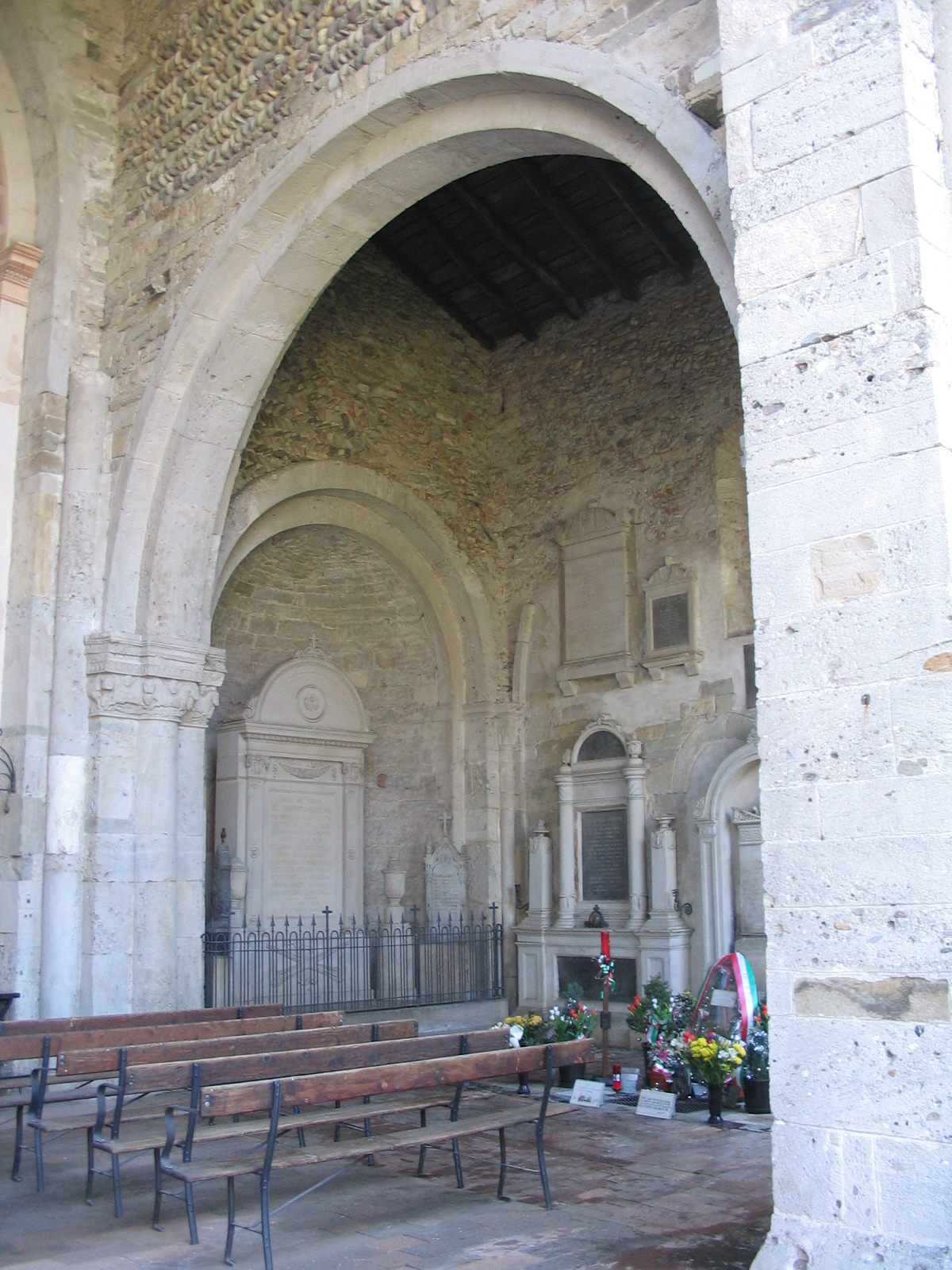
Abside Sud
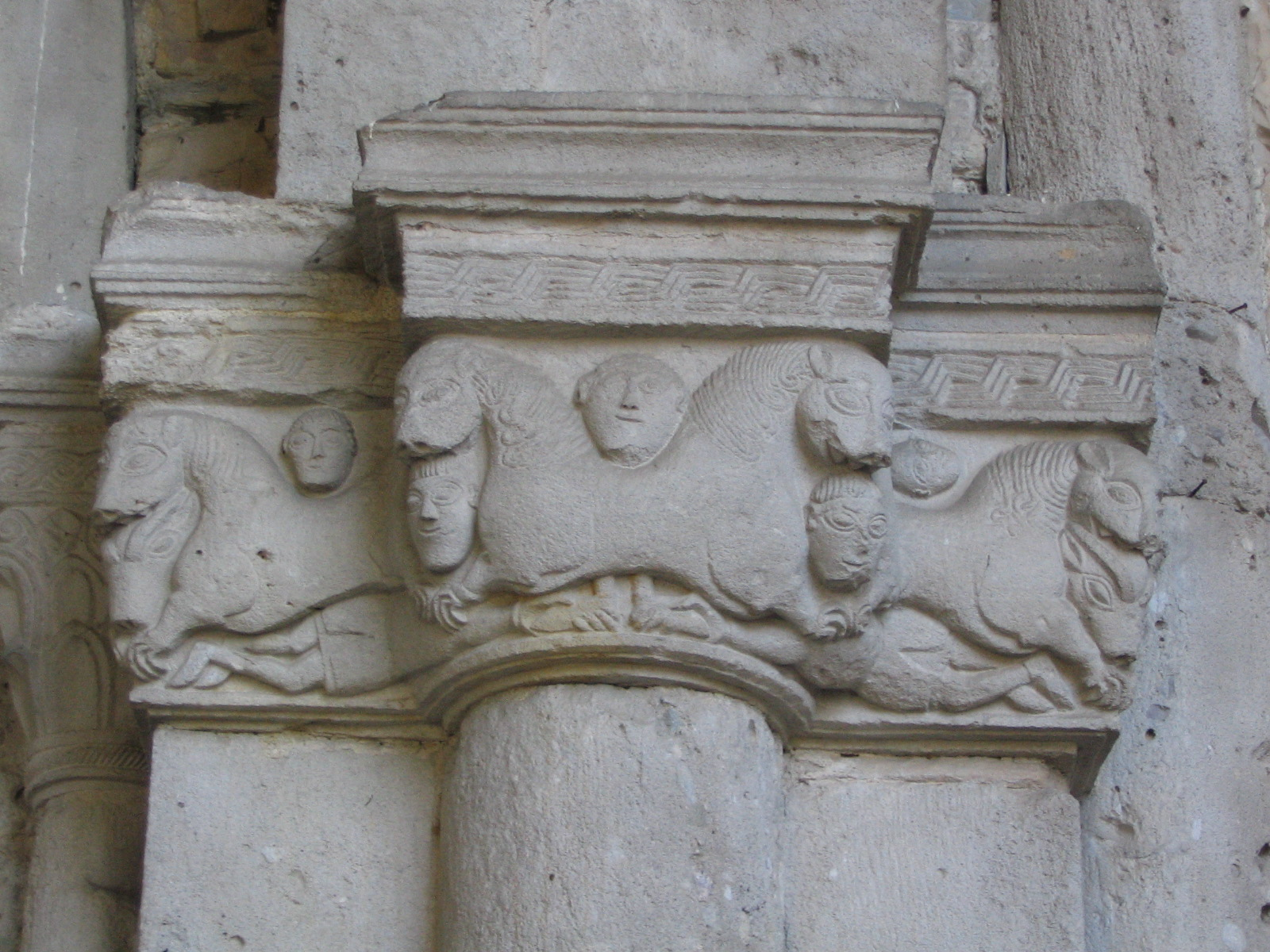
Capitello N.
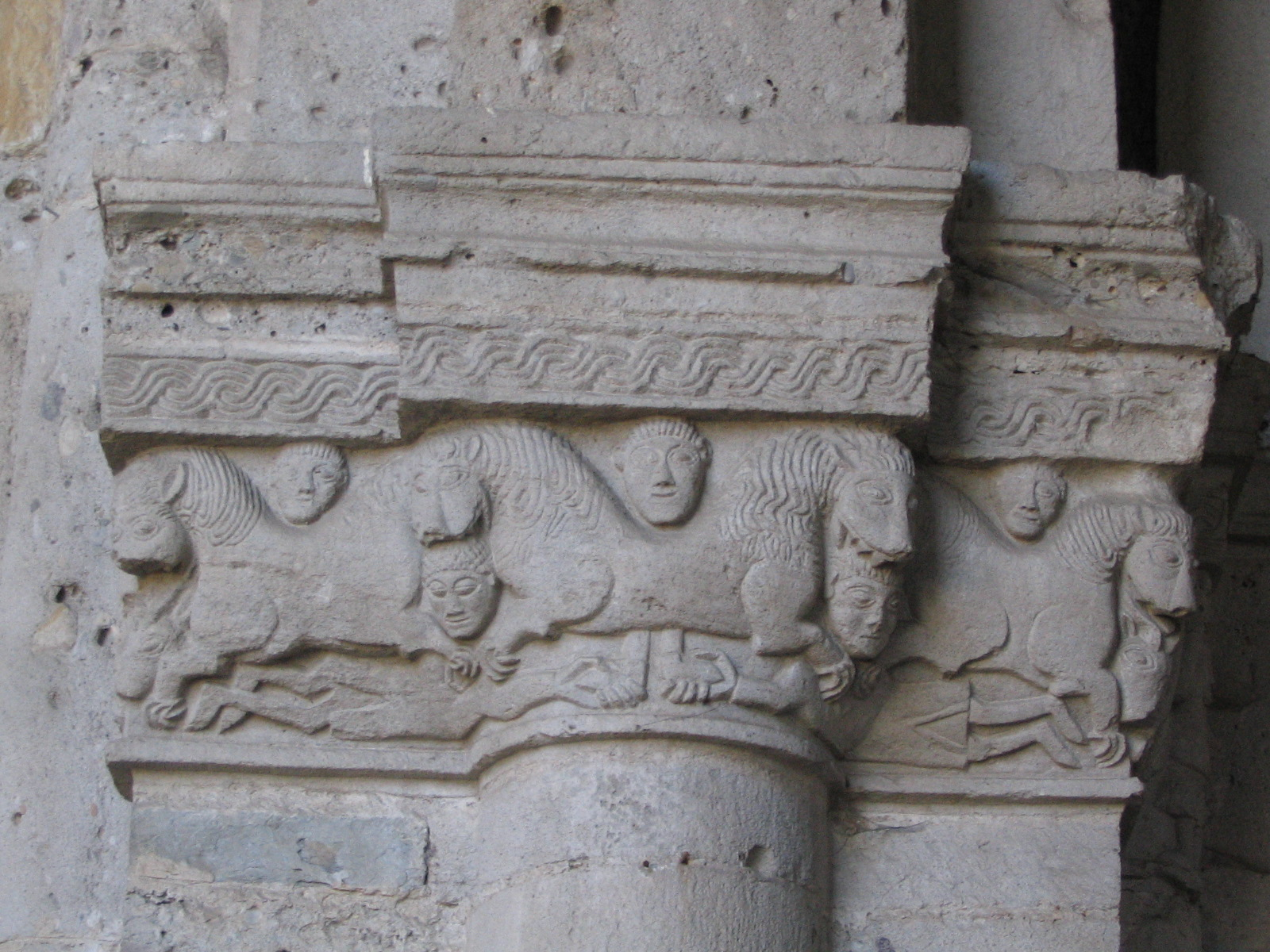
Capitello C.S.
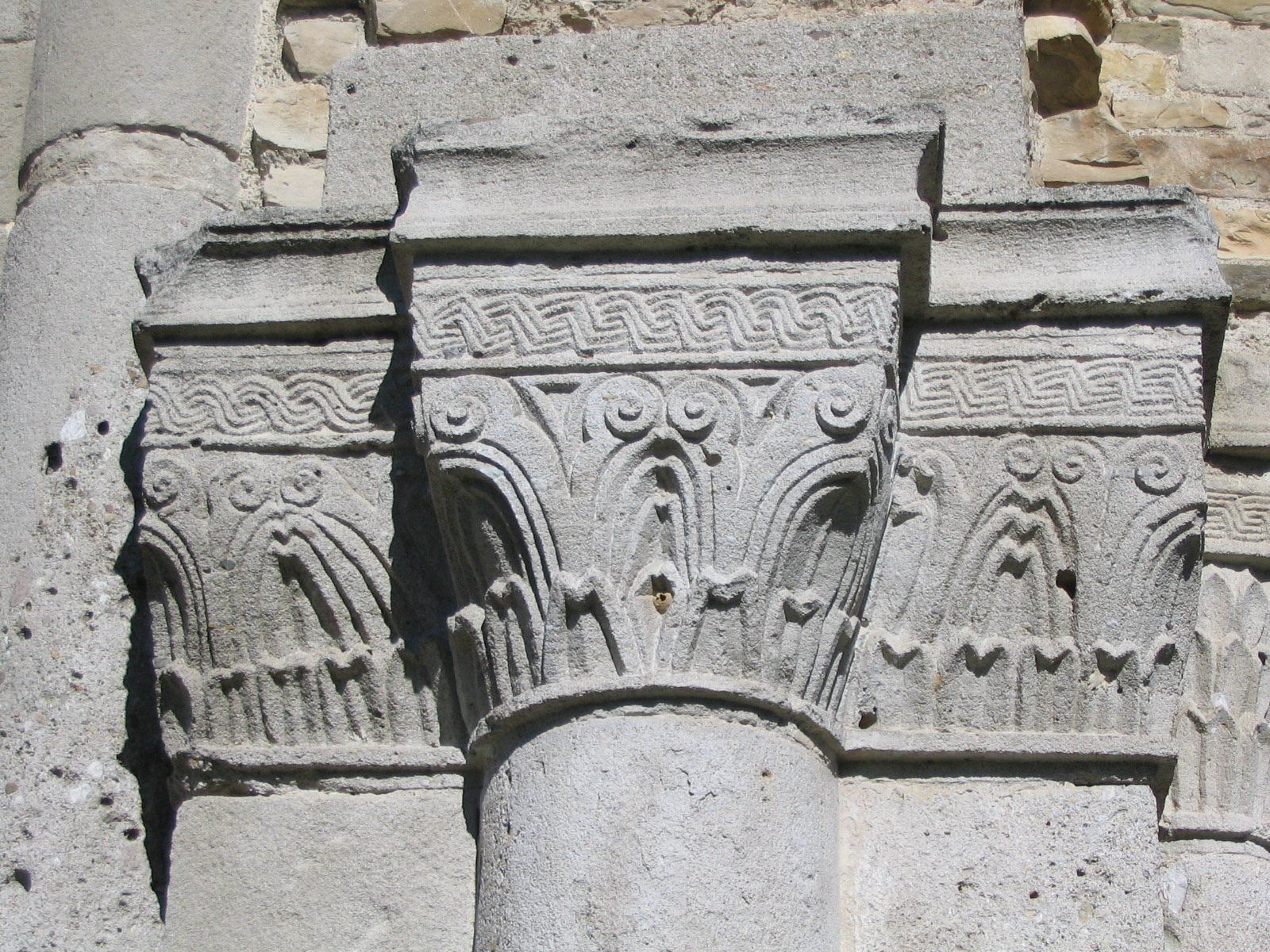
Capitello S.
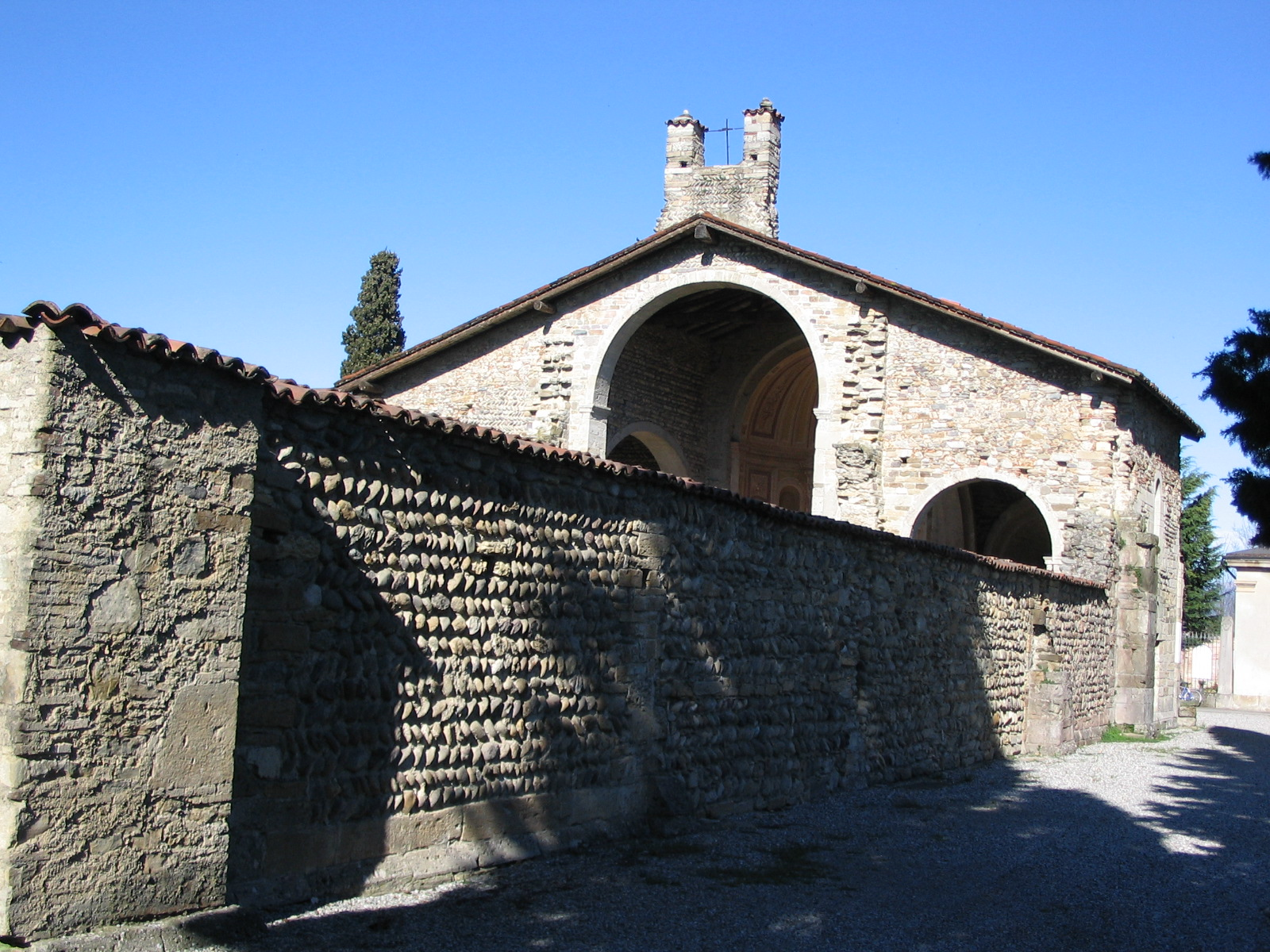
Vista da S/O